# Гоннозно
Гоннозно, Ґоннозно (італ. Gonnosnò, сард. Gonnosnò) — муніципалітет в Італії, у регіоні Сардинія,  провінція Ористано.
Гоннозно розташоване на відстані близько 390 км на південний захід від Рима, 65 км на північ від Кальярі, 29 км на південний схід від Ористано.
Населення — 776 осіб (2014).
Щорічний фестиваль відбувається 18 серпня. Покровитель — Sant'Elena.

## Демографія
Населення за роками:

Станом на 1 січня 2023 року в муніципалітеті офіційно проживало 15 іноземців з 5 країн, серед них 7 громадян країн Євросоюзу.

## Сусідні муніципалітети
- Альбаджара
- Алес
- Бараділі
- Баресса
- Куркурис
- Дженоні
- Сімала
- Сіні
- Узеллус